# Браунсия
Браунсия (лат. Braunsia) — род суккулентных растений семейства Аизовые (Aizoaceae) произрастающий на территории Капской провинции ЮАР.

## Название
Родовое латинское (научное) название Braunsia было дано в честь доктора Ханса Браунса (1857–1929), немецкого врача и энтомолога.

## Ботаническое описание

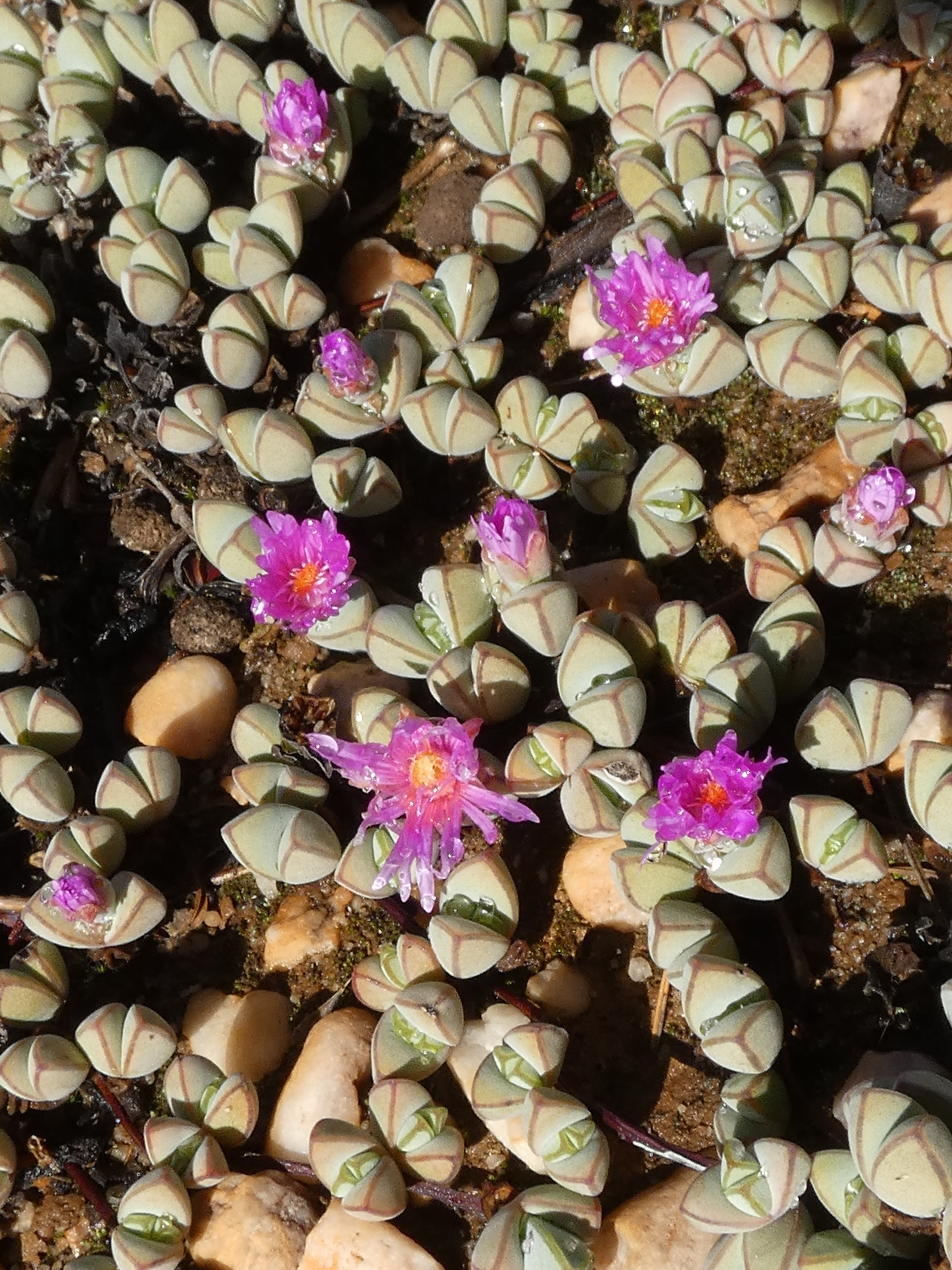
Braunsia maximiliani

Представители рода характеризуются компактными кустиками, которые могут быть прямостоячими или распростертыми. Листья супротивные, почти одинаковые, сросшиеся до половины своей длины, имеют трехгранный контур и иногда находятся на верхушке побега. Листья имеют пильчатые и хрящевидные края, длиной примерно 25 мм и шириной 15 мм. Поверхность листьев бархатиста.
Цветки встречаются по одному (иногда до трех) и могут быть одиночными или собраны в соцветия. Они сидят на цветоножке или, иногда, могут быть сидячими и имеют примерно 40 мм в диаметре. Цветки раскрываются с полудня до позднего вечера. Чашелистиков обычно 5, с двумя наружными листками, которые слегка уплощены, а внутренние листки имеют заметные перепончатые края. Лепестки располагаются в 1-5 рядах, и их цвет может быть от пурпурного до розового, иногда встречаются редкие белые цветки.
Тычинки обладают слегка реснитчато-сосочковыми нитями, также присутствуют стаминодии. Нектарник представляет собой незаметное мелкозубчатое кольцо. Завязь может быть слегка приподнятой или слегка вогнутой. Рыльца в количестве (4)5(-7) образуют шиловидную структуру.
Плод представляет собой коробочку с (4)5(-7) гнездами, схожая по форме с плодами рода Lampranthus, но покрывающие оболочки у неё не такие широкие и длинные. Семена шиповатые, имеют немного шаровидную форму.
Количество хромосом: х = 9.

## Таксономия

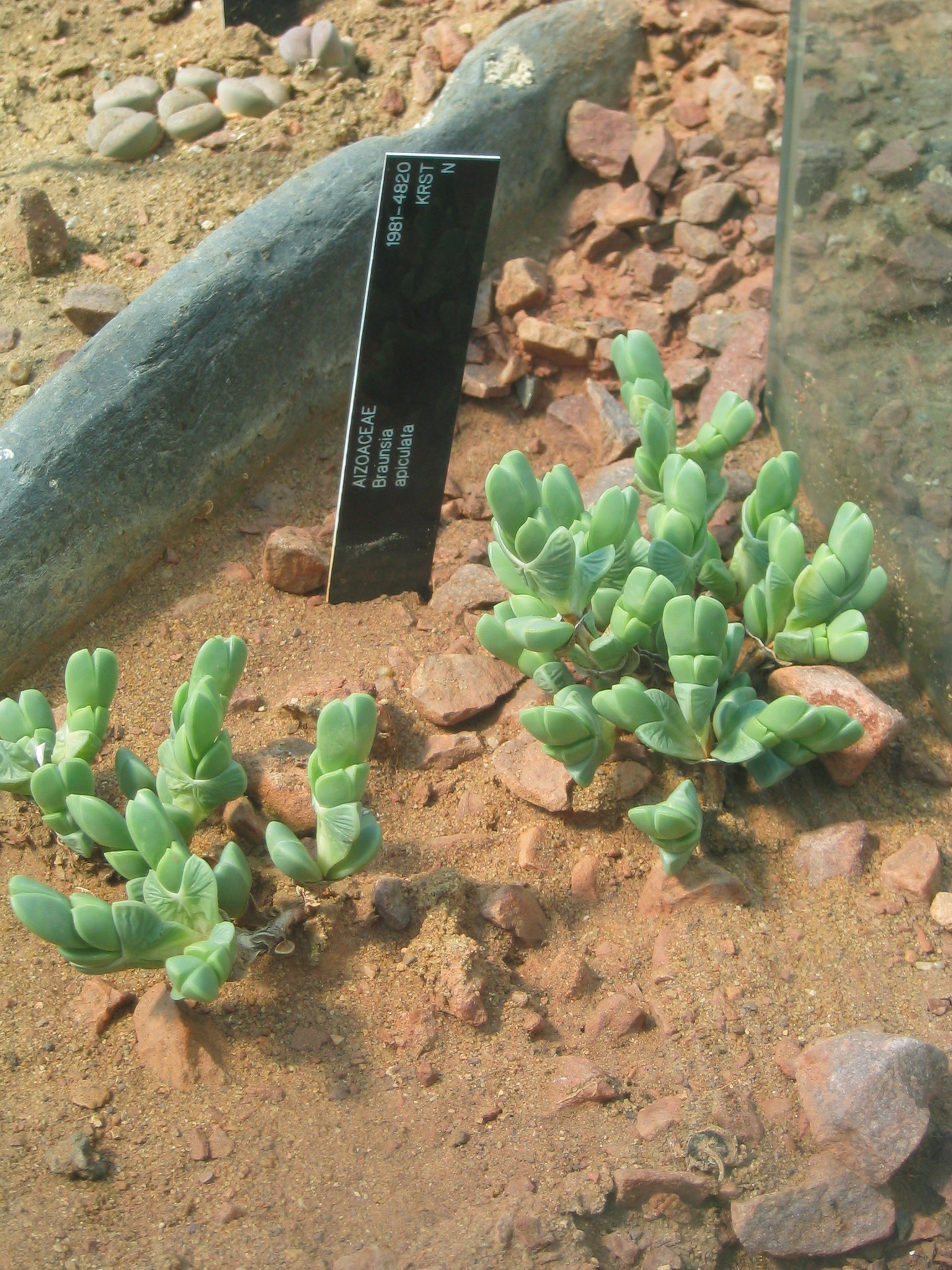
Braunsia apiculata

Braunsia Schwantes, первое упоминание в Gartenwelt 32: 644 (1928).

### Синонимы
Гетеротипные (основанные на разных номенклатурных типах):
- Echinus L.Bolus (1927), nom. illeg.

### Виды
Подтвержденные виды (7) по данным сайта Plants of the World Online на 2023 год:
- Braunsia apiculata (Kensit) L.Bolus
- Braunsia bina (N.E.Br.) Schwantes
- Braunsia geminata (Haw.) L.Bolus
- Braunsia maximiliani (Schltr. & A.Berger) Schwantes
- Braunsia nelii Schwantes typus
- Braunsia stayneri (L.Bolus) L.Bolus
- Braunsia vanrensburgii (L.Bolus) L.Bolus